# Maurice Carthon
Maurice Carthon (Chicago, 24 de abril de 1964) é um ex-jogador profissional de futebol americano estadunidense. Ele foi campeão da temporada de 1986 da National Football League jogando pelo New York Giants.